# Hřbitov v Němčovicích
Hřbitov v Němčovicích je hřbitov v obci Němčovice vybudovaný v letech 2017–2021.

## Vznik
V Němčovicích hřbitov nebyl, obyvatelé v minulosti využívali hřbitov ve Svaté Barboře. Po jeho zaplnění používali hřbitov v Újezdu u Svatého Kříže, ale i v Plzni. Podle starosty obce Karla Ferschmanna chtěla obec vlastní hřbitov, protože by ke každé vesnici měl patřit. Hřbitov byl zanesen do územního plánu obce a již v roce 2013 starosta zmiňoval připravený projekt hřbitova, vedle kterého by měl vzniknout psí hřbitov.

## Umístění
Hřbitov se nachází na severním okraji vesnice, na východ od cesty ke sběrnému dvoru a útulku, v nadmořské výšce 417 m. Konkrétně je umístěn na parcele č. 300/22 o rozloze 2632 m². Ke hřbitovu přiléhá parcela st. 178 o rozloze 325 m², na které je umístěna budova márnice čp. 71, budova technického zázemí a parkovací plocha.

## Vybavení
Hřbitov má kapacitu několik set hrobových míst, součástí je márnice, zvonička, kolumbárium, rozptylová loučka, meditační část, centrální kříž a sociální zařízení.

## Galerie

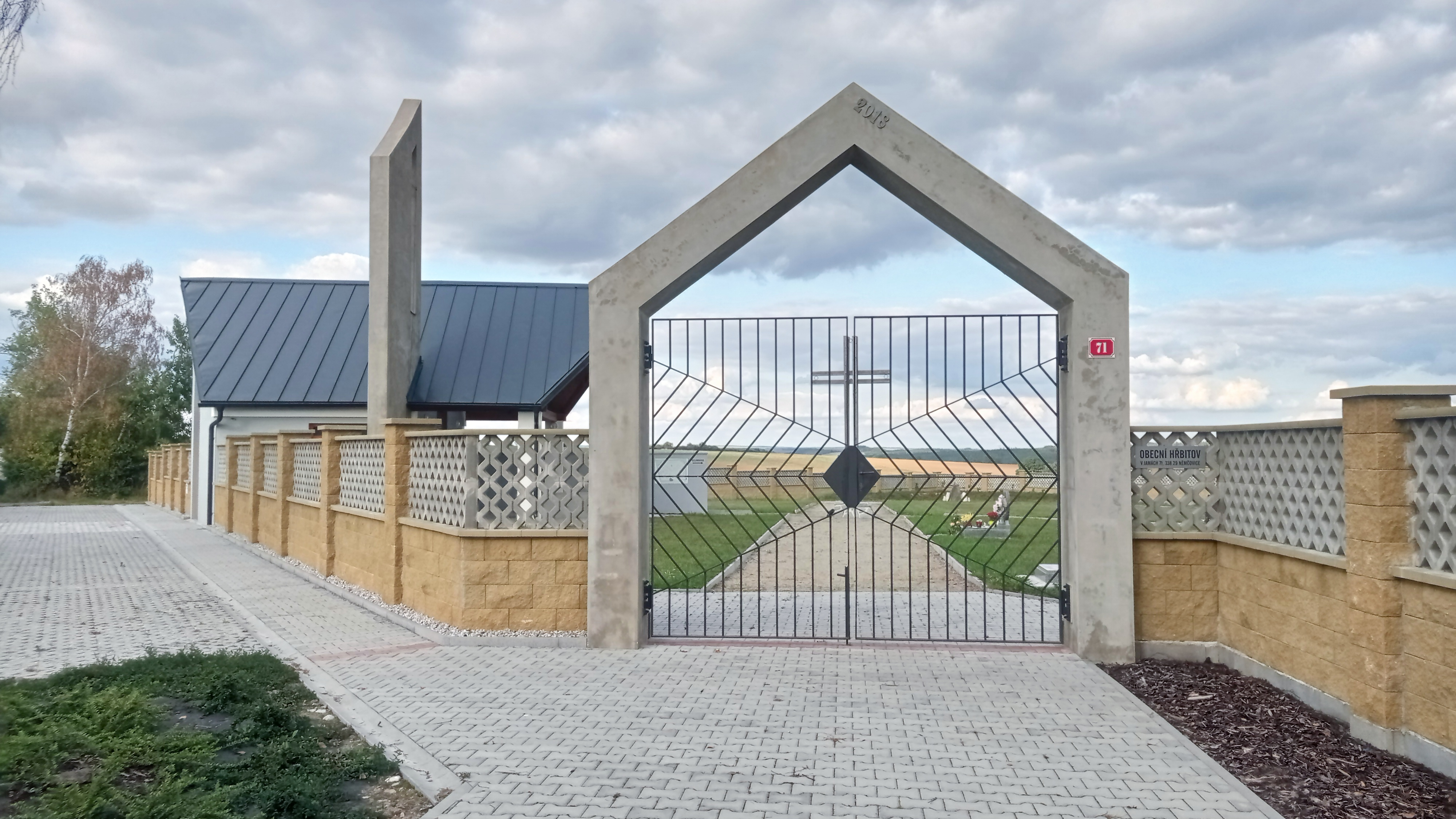
Vstupní brána
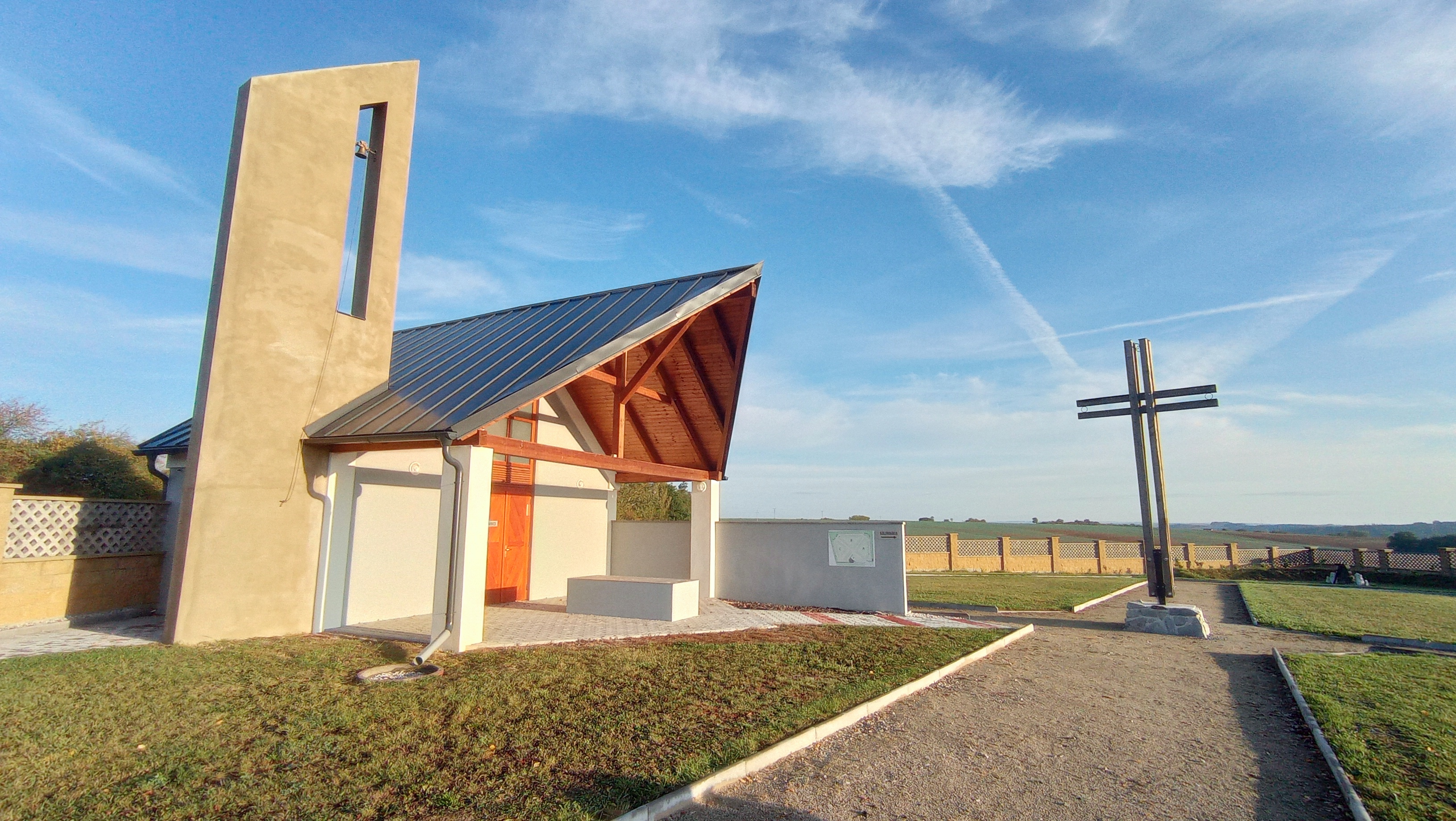
Zvonička, márnice a centrální kříž
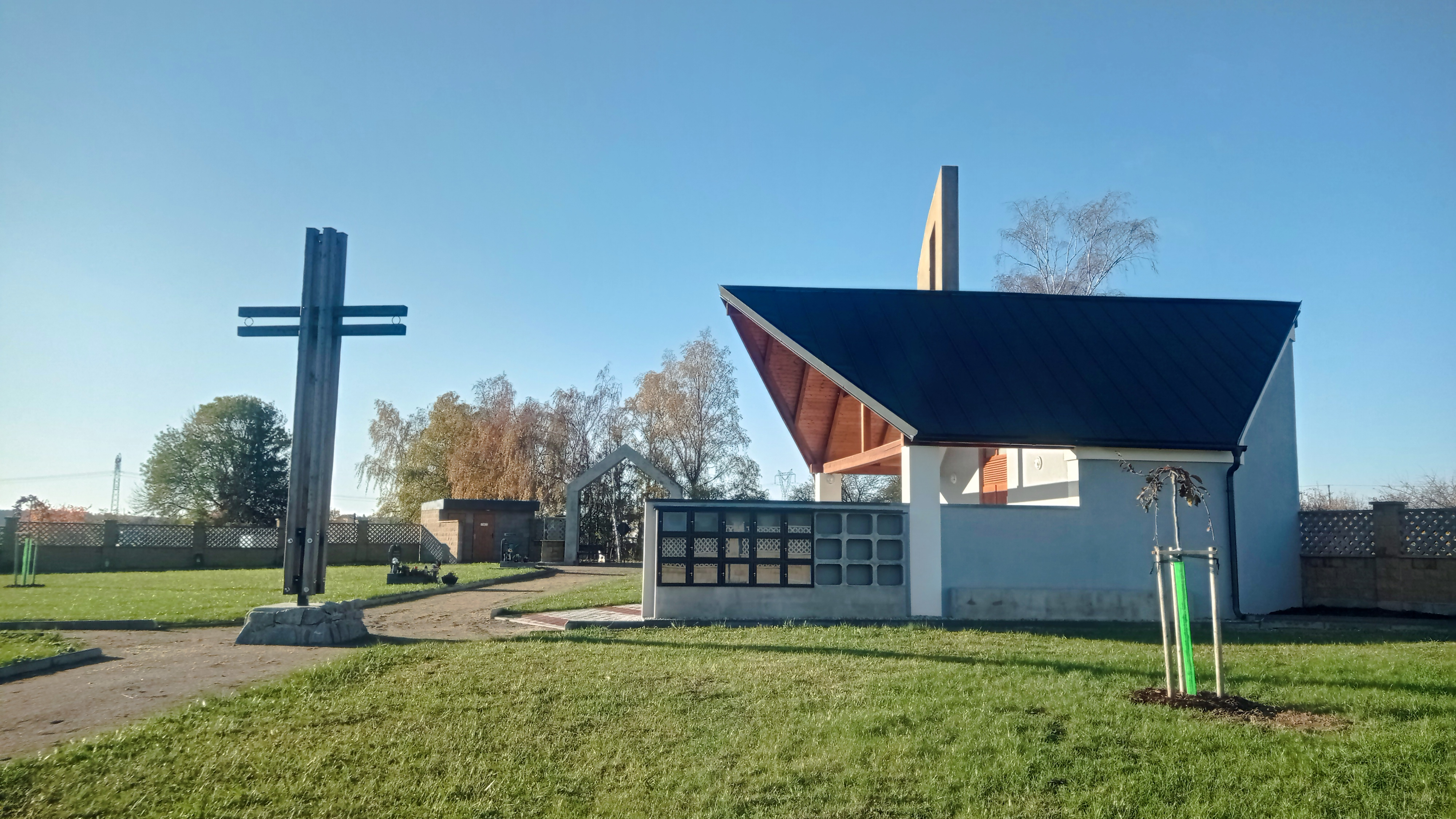
Kolumbárium u márnice
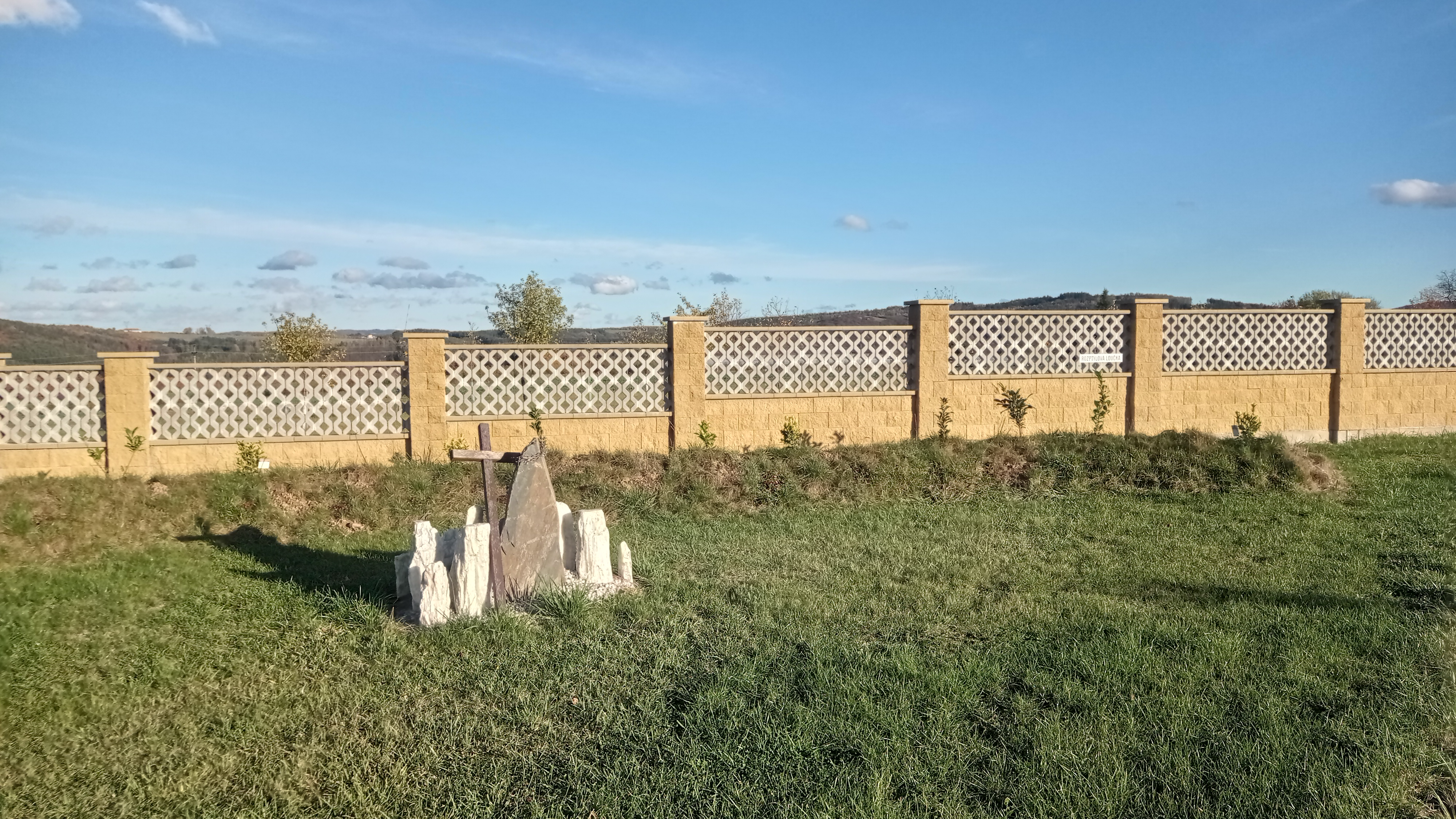
Rozptylová loučka
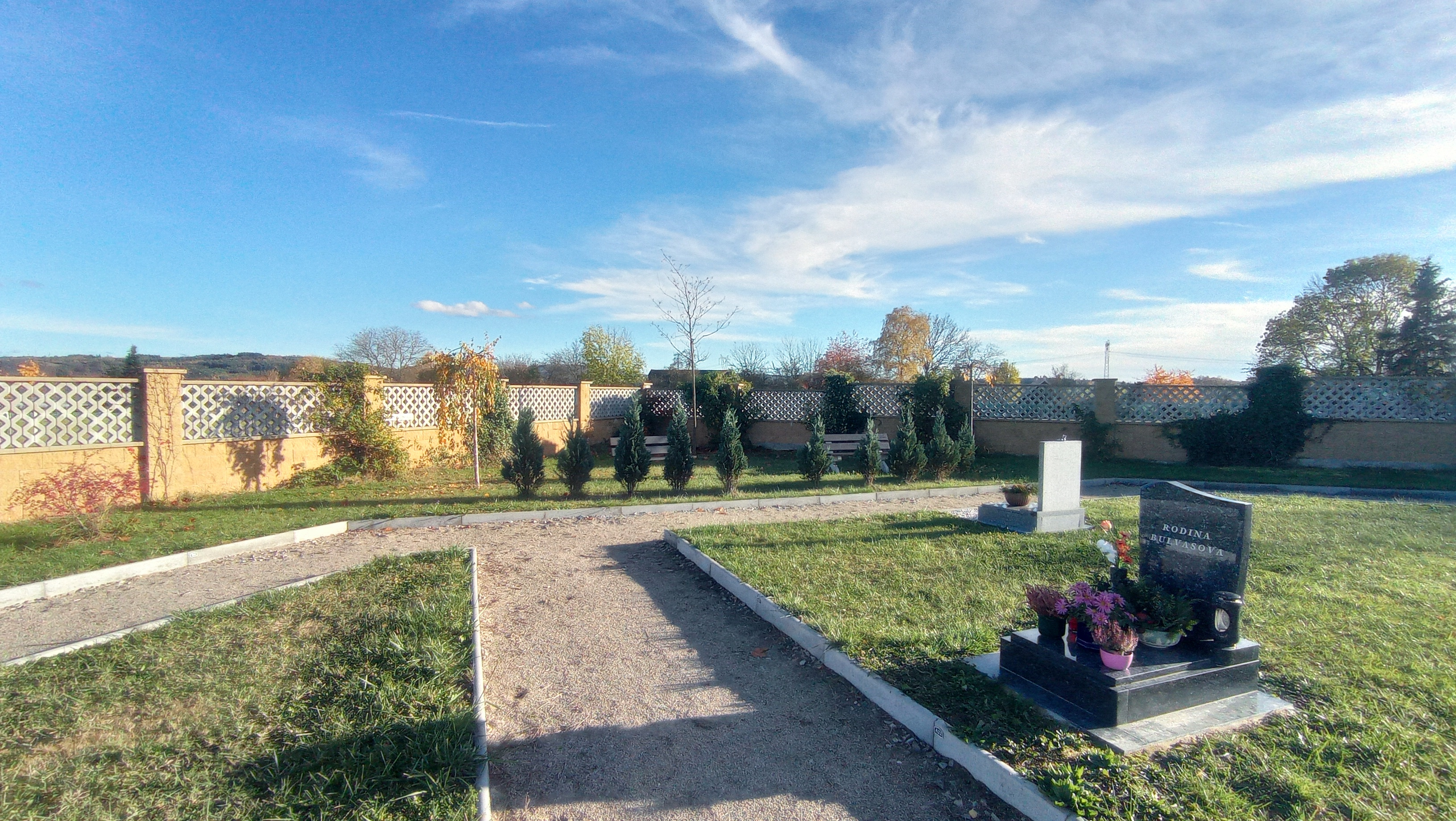
Hroby a meditační kout